# Khanat bulgare de la Volga
VIIe siècle – 1236
Entités précédentes :
- Empire khazar

Entités suivantes :
- Empire mongol

Le khanat bulgare de la Volga est un des États héritiers de l’Ancienne Grande Bulgarie ; il exista entre les VIIe et XIIIe siècles, jusqu'en 1236-1238, date à laquelle sa capitale Bolgar (dénommée aussi Bolgar ou Boulgar) fut détruite par la Horde d'or.
Réuni jadis sous l'autorité d'un khan, son territoire est divisé de nos jours entre les républiques de Tatarstan et de Tchouvachie, au sein de l'actuelle Russie.

## Origine

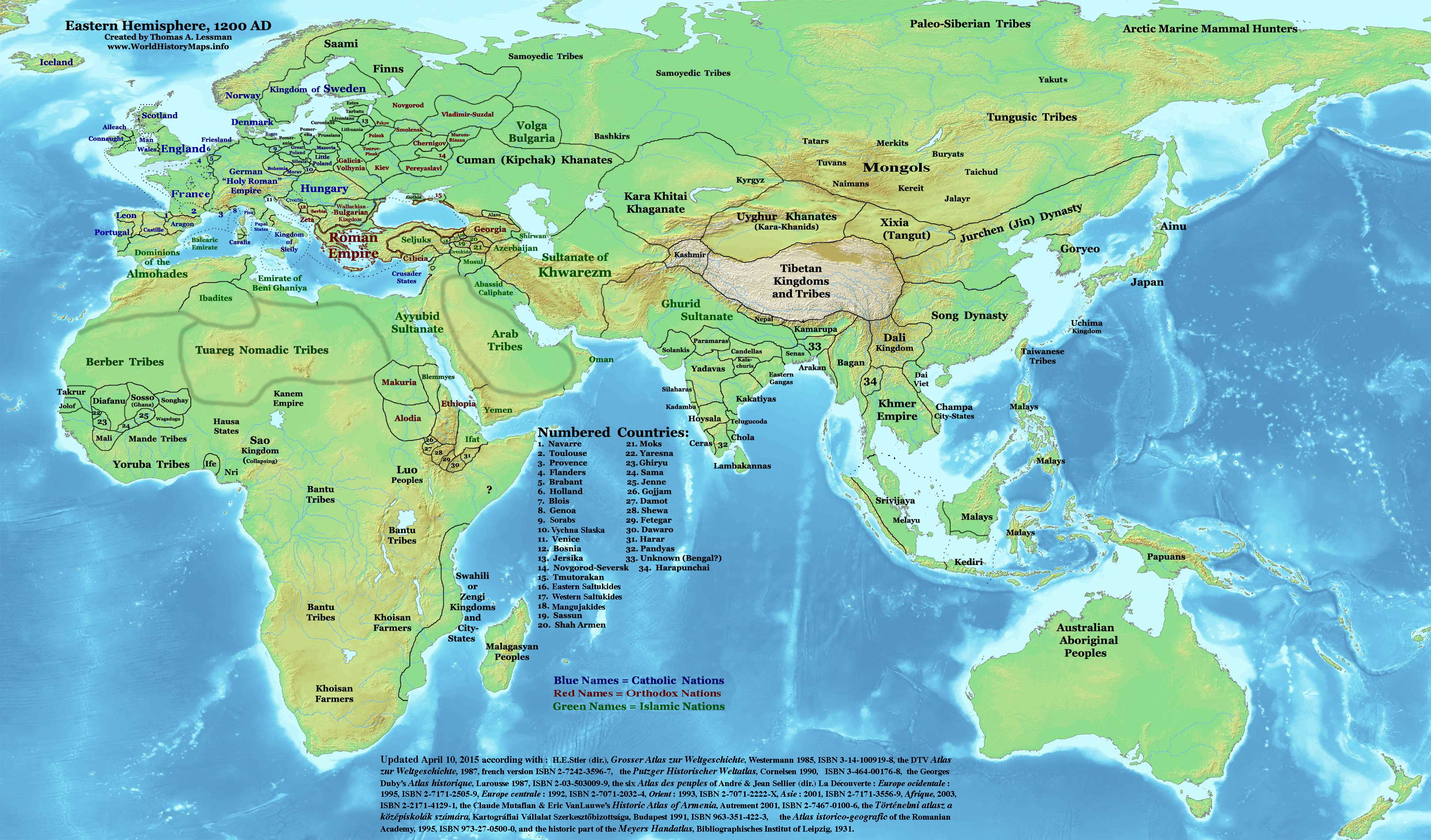
Carte des peuples d'Asie centrale

Comme aucun des écrits proto-bulgares n'a été conservé, la plupart des informations sur la Bulgarie de la Volga proviennent de sources arabes, persanes, indiennes ou russes, même si certaines informations sont fournies par des fouilles archéologiques.
En raison de la toponymie, on pense que le territoire de la Bulgarie de la Volga fut principalement peuplé par des populations finno-ougriennes.  Les Bulgares apparaissent dans l’histoire au Ve siècle de l’ère commune. Il s'agit d'un peuple hunnique-turc alors composé de deux groupes : les Kurigur à l'ouest et les Utigur à l'est. Après la mort du roi des Bulgares, Koubrat, en 642, ils se divisèrent en trois groupes : un est resté dans la région du Kouban et du Palus Maeotis, ce sont les Bulgares noirs, un autre s'est installé dans les Balkans proche du Danube, ce sont les Bulgares du Danube, et le dernier est allé au nord-est au confluent de la Kama et de la Volga. Ce dernier groupe, les Bulgares de la Volga, entretenait des rapports commerciaux avec le monde islamique (Khwârizmiens et Sâmânides). Sous la pression des Khazars, les Proto-Bulgares septentrionaux partent de l'ancienne Grande Bulgarie vers l'an 670, commandés par Kotrag, le fils de Koubrat. Ils remontent le Don puis la Volga et atteignent la région de l'Idel-Oural au VIIIe siècle, où ils devinrent peu à peu la population dominante, au siècle suivant. Simultanément, les Proto-Bulgares méridionaux se dirigent vers la région du bas-Danube où ils fondent la Bulgarie du Danube,.
Ibn Fadlān parle en 922 du khan Almuch, fils de Selkey, comme du roi des Saqaliba, mot arabe dérivé du vocable grec désignant les Slaves. Le diplomate arabe emploie indifféremment l'expression « roi des Slaves » et « roi des Bulgares », peut-être par confusion avec la Bulgarie du Danube qui avait en effet une population principalement composée de Slaves méridionaux organisés en Sklavinies, dont elle a d'ailleurs adopté la langue, alors qu'entre le VIIe siècle et le XIIIe siècle, la Bulgarie de la Volga n'avait encore qu'un maigre peuplement slave, étant principalement turcophone et finno-ougrienne ; quoi qu'il en soit, le nom Almukh et les autres noms cités par Ibn Fadlān sont tous d'origine typiquement turque.
D'une manière générale, les historiens estiment qu'Ibn Fadlān, par « Saqāliba », ne désignait pas tant une aire linguistique qu'une aire géographique située au nord-ouest de la steppe pontique (qui borde la mer Noire) et qui est le territoire où les Slaves sont le plus anciennement attestés.
La plupart des chercheurs conviennent que les Proto-Bulgares de la Volga restèrent vassaux des Khazars. L'unification politique de la région commença à la fin du IXe siècle, la capitale fut établie à Bolgar, à 160 km au sud de la ville moderne de Kazan. La plupart des chercheurs doutent, cependant, que l’État ait pu affirmer son indépendance avant l'anéantissement de l'empire des Khazars par Sviatoslav Ier en 965.

### Relations avec l'empire khazar
Ibn Falḍan raconte dans Voyageurs arabes les relations qu’entretiennent les « Saqâliba » et les Khazars lors de son voyage aux alentours de 921-922. Il est important de préciser que par « Saqâliba », il faut entendre les Bulgares et plus précisément, à ce moment-là, les Proto-Bulgares de la Volga.
Les deux peuples nourrissent une relation conflictuelle ; les Proto-Bulgares de la Volga sont vassaux de l'empire Khazar. Le roi des Bulgares, Almush, est contraint de verser un tribut au roi des Khazars, l’équivalent d’une peau de martre par foyer. Le fils d’Almush est retenu en otage et le roi Khazar, qui avait appris l’existence des sœurs de ce dernier, (on ignore leurs noms), en demanda une en mariage. Un mariage forcé judéo-musulman mais la jeune femme mourut rapidement et le roi demanda alors la deuxième fille. La requête ne fut pas honorée et le roi bulgare s’empressa de marier sa deuxième fille au prince Askal, qui était lui sous sa domination.
Le khan Almush, pour montrer son désaccord avec la domination Khazare, demanda au calife al-Muqtadir de construire une forteresse pour qu’il puisse se défendre. S’il avait les moyens de le faire lui-même, c'était pour lui une manière de gagner la confiance de l'émir et de se positionner contre les Khazars. Cette stratégie donne à voir un roi diplomate et doué en rhétorique, comme le mentionne Paule Charles-Dominique dans la notice de Voyageurs arabes, même si sa volonté de totale indépendance ne se fait probablement qu'avec la destruction de l'empire Khazar.

## Apogée
L'établissement du khanat bulgare de la Volga, de religion tengriste, stabilise la région ; sa situation commercialement favorable à la confluence de la Volga et de la Kama, aux confins de la forêt et de la steppe dans le sens latitudinal, de l'Europe et de l'Asie dans le sens longitudinal, et au carrefour de plusieurs routes commerciales, lui permet de prospérer et de rassembler une population bigarrée. On y trouve des Proto-Bulgares, divers autres turcophones, des finno-ougriens (dont les Magyars qui ne tardent cependant pas à partir vers l'ouest), des Khazars, des Varègues, des Slaves orientaux, des Persans et des Arabes.
Ces deux derniers y introduisent l'Islam qui devient religion d'État quand le khan Almuch s'y convertit, prenant le nom de Jaffar. Ibn Fadlân est alors envoyé par le calife Abbasside Al-Muqtadir en 922-923 pour établir des relations et emmener avec lui des cadis et des professeurs de droit islamique aux Proto-Bulgares de la Volga, ainsi que pour aider à la construction d'un fort et d'une mosquée. Le tengrisme, le polythéisme slave, le christianisme orthodoxe et le judaïsme continuent cependant à être pratiqués. Ibn Fadlân a laissé une description détaillée du khanat, de la cour, des tribus, de la société et des pratiques religieuses,.
Dans ce contexte, les monuments épigraphiques bulgares sont très importants en tant que témoignage social de cette civilisation.
Outre la capitale Bolgar, les autres grandes villes des Proto-Bulgares de la Volga sont Bilär, Souar, Qaşan et Djükätaou. Les villes modernes de Kazan et d'Ielabouga sont créées en tant que forteresses aux frontières bulgares de la Volga.
Les principautés de Russie, à l'ouest de la Bulgarie de la Volga, montent en puissance et constituent bientôt une menace militaire : en 969, le prince Svyatoslav met Bolgar à sac. Au XIe siècle, le pays est dévasté par plusieurs raids russes. Puis, au tournant des XIIe et XIIIe siècles, les souverains de la Principauté de Vladimir-Souzdal, notamment André Ier et Vsevolod III, pillent systématiquement les villes bulgares de la Volga. De par cette pression à l'ouest, les Proto-Bulgares sont obligés de déplacer leur capitale de Bolgar à Bilär.

## Dissolution
En septembre 1223, après avoir battu les princes Rus' de Galitch, de Kiev, de Tchernikov, de Smolensk et les armées des Coumans à la bataille de la Kalka, une avant-garde de l'armée de Gengis Khan sous le commandement de Subötaï et Djebé, entre dans la Bulgarie de la Volga, près de Samara, mais est défaite à la bataille de Kernek (en), par des Proto-Bulgares, des Russes et des Mordves. Les Mongols reviennent en 1229, vainquent les Proto-Bulgares et occupent la vallée de l'Oural. Quelques années plus tard, en 1232, la cavalerie mongole occupe la partie sud de la Bachkirie et le sud de la Bulgarie de la Volga.
En 1236, les forces mongoles dirigées par le khan Batu assiègent et s'emparent de Bilär, Bolgar, Souar, Djükätaou. La Bulgarie de la Volga se fragmente en plusieurs principautés autonomes vassales de la Horde d'or. Dans les années 1430, le khanat de Kazan émerge et devient la plus importante des principautés bulgares de la Volga, mais à ce moment, les deux aristocraties musulmanes et turcophones des boyards proto-bulgares et des mourzas tatars n'en font déjà plus qu'une, et ce khanat est en train de devenir un état tatar.
Lors de l'invasion mongole, la majorité de la population se regroupa le long de la rivière Kama et dans les zones adjacentes au nord, qui correspondent aux territoires modernes de la Tchouvachie et du Tatarstan. La zone autour de Kazan, occupée historiquement par les Maris quelques années auparavant, est devenue le nouveau centre de la culture proto-bulgare et aussi le noyau de la population des tatars. Les zones méridionales et steppiques de Bulgarie de la Volga sont occupées par un autre peuple cavalier, les Coumans ; l'économie agricole subit un déclin sévère. Au fil du temps, les villes de Bulgarie de la Volga ont été reconstruites et sont devenues des centres commerciaux et artisanaux de la Horde d'or.

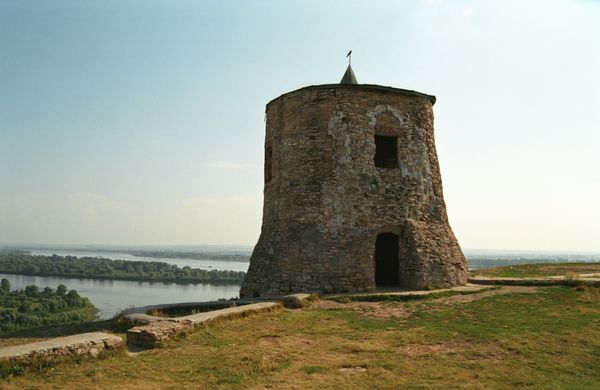
Tour bulgare à Ielabouga, XIIe siècle
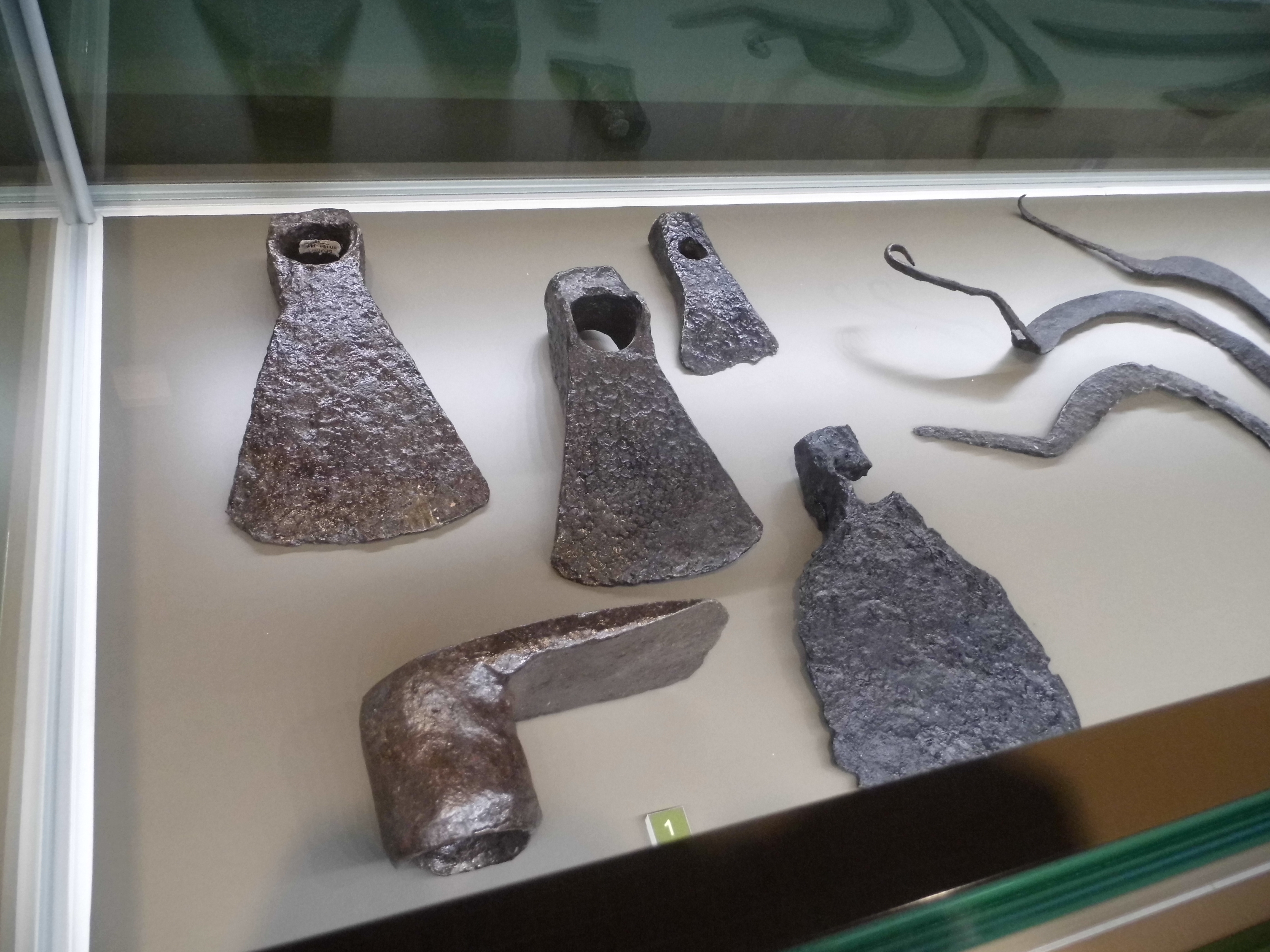
Herminettes, Xe siècle-XIVe siècle
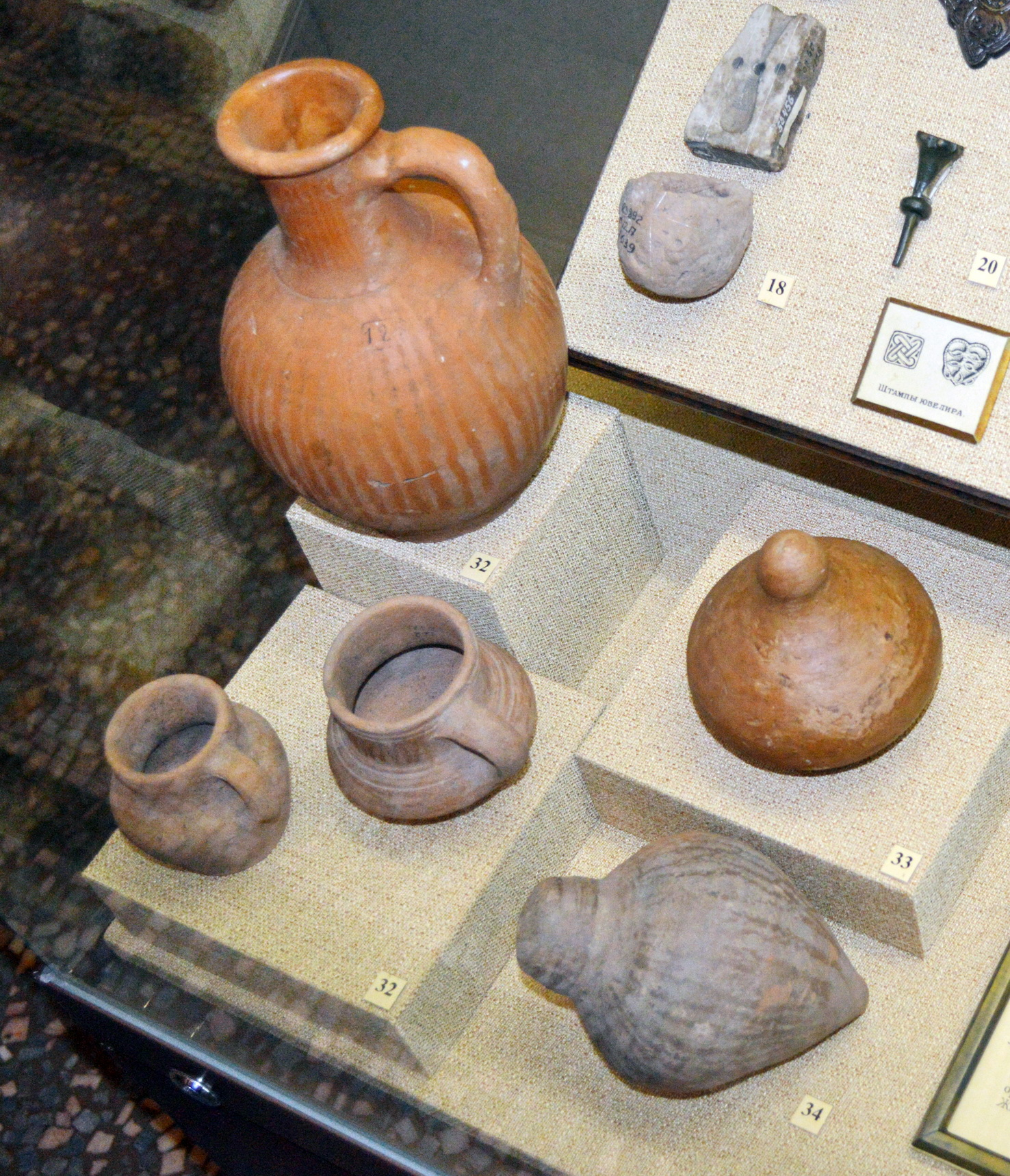
Poteries, Xe siècle-XIVe siècle
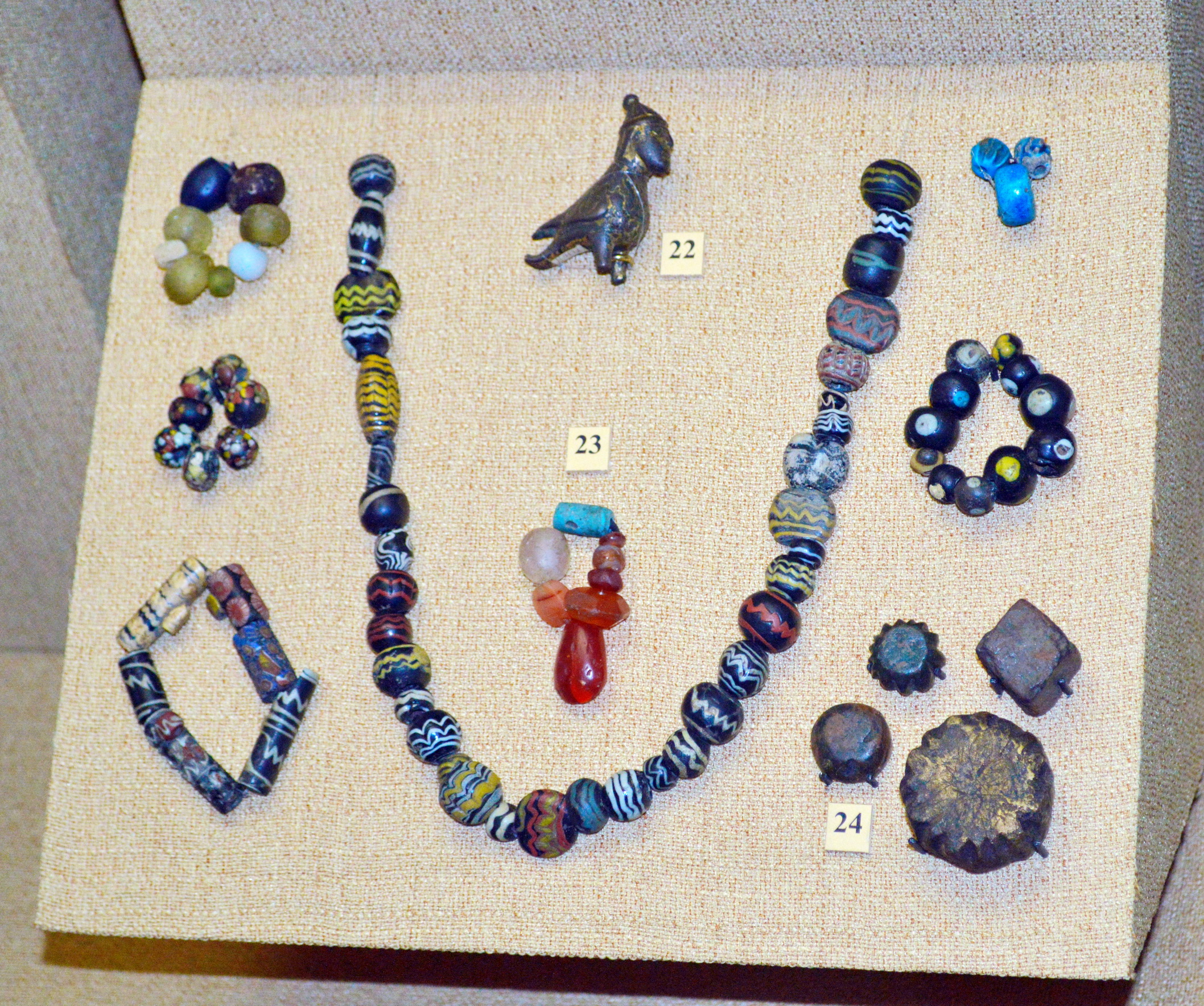
Colliers, bracelets, amulettes, Xe siècle-XIVe siècle